# Sotero dos Reis
Francisco Sotero dos Reis (São Luís do Maranhão, 22 de abril de 1800 – 16 de janeiro de 1871) foi um jornalista, poeta, professor e escritor brasileiro do século XIX. 
Deixou uma obra vinculada a assuntos filológicos. Suas incursões temáticas sobre a realidade regional também decorreram num contexto de lutas políticas acirradas e instituintes do jovem Estado Nacional e de uma província inicialmente refratária às proposições separatistas do Brasil.
Escreveu, também, uma das primeiras histórias literárias no Brasil: o Curso de Literatura Portuguesa e Brasileira (1866-1873), fruto de sua experiência docente no Instituto de Humanidades, cujo diretor era Pedro Nunes Leal. 
Era primo da escritora Maria Firmina dos Reis.

## Cronologia
22 de abril de 1800 - Nasce em São Luís do Maranhão, filho de Baltasar José dos Reis e Maria Teresa Cordeiro, ambos de origem açoriana.
c. 1815–1819 - Inicia estudos de Latim e Retórica de forma autodidata; começa a dar aulas particulares ainda na juventude, a fim de sustentar a família após a morte do pai.
1821 - Assume o cargo de professor de Gramática Latina no antigo Colégio da Quinta das Laranjeiras, em São Luís, dando início formal à carreira no magistério público.
1823 - É nomeado oficialmente professor régio de Gramática Latina da província do Maranhão, em reconhecimento por seus méritos intelectuais e domínio da língua.
1834–1836 - Contribui ativamente para a imprensa local, fundando ou participando de periódicos como O Maranhense e O Constitucional; escreve sobre política, literatura e educação, já demonstrando um estilo combativo e conservador.
1838 - Torna-se o primeiro diretor e professor do recém-criado Liceu Maranhense, principal instituição de ensino secundário da província. Passa a lecionar Latim, Português e Literatura.
1841 - É nomeado pelo governo imperial como inspetor geral da Instrução Pública da Província do Maranhão, cargo máximo da educação pública local. Assume a função de supervisionar currículos, professores e escolas.
Décadas de 1840–1850 - Permanece como uma das figuras mais influentes da cultura maranhense. Participa de projetos educacionais, é membro de comissões de reforma do ensino e mantém presença constante na vida política provincial. Continua a colaborar com a imprensa.
1855 - Publica uma pequena biografia encomiástica de Eduardo Olímpio Fialho, médico e político local, marcando um de seus raros textos em prosa não didática.
1862–1863 - Lança as Postillas de Grammatica Geral, uma de suas primeiras obras impressas voltadas à sistematização da gramática portuguesa. A obra tem grande aceitação nas escolas maranhenses e é considerada precursora da produção didática regional.
1863–1869 - Traduz, comenta e publica em partes os Comentários à Guerra Gálica, de Júlio César, em latim e português. Trata-se de uma das primeiras traduções críticas de autores clássicos feitas por um brasileiro fora do eixo Rio–São Paulo.
1866 - Inicia a publicação do Curso de Litteratura Portugueza e Brazileira, em Paris, pela Tipografia de Bobée. O projeto editorial foi estimuladopelo Instituto de Humanidades do Maranhão. Os primeiros volumes circulam também em Lisboa.
1867–1869 - Continua a publicação dos volumes subsequentes do Curso. Os volumes V e VI (reunidos num único tomo) incluem capítulos dedicados exclusivamente à literatura brasileira, o que marca uma virada crítica no panorama nacional da historiografia literária.
1868–1870 - Diretor do Asilo de Santa Teresa, instituição beneficente e educativa em São Luís. Apesar da saúde fragilizada, continua ativo no ensino e na escrita. Lança nova edição revista da Gramática Portuguesa, preparada com ajuda dos filhos.
1870 - É homenageado pela imprensa local como “decano do magistério maranhense”. Recebe o título de comendador das Ordens da Rosa e de Cristo, outorgado pelo governo imperial como reconhecimento por sua contribuição à cultura nacional.
16 de janeiro de 1871 - Falece em sua residência, em São Luís, às 4 horas da manhã, aos 70 anos. O obituário do Diário do Rio de Janeiro destaca-o como “filólogo ilustre, latinista sem igual no país, gramático sem superior nas duas nações em que se fala o português”.
1873 - É publicado postumamente o Volume VI do Curso de Litteratura Portugueza e Brazileira, a partir dos manuscritos organizados por seu filho Américo Vespúcio dos Reis. A publicação é custeada por meio de lei provincial aprovada ainda em vida do autor.
1909 - É escolhido como patrono da cadeira nº 17 da recém-fundada Academia Maranhense de Letras, ao lado de nomes como Gonçalves Dias e Odorico Mendes.
Posteridade - Dá nome a escolas, ruas e instituições de ensino no Maranhão. Sua obra passa a ser redescoberta a partir de 2001 com projetos de reedição crítica, e em 2018 tem trechos republicados em edição moderna do Curso de Literatura Portuguesa, organizada por Carlos de Melo.

## Obras
- Postilas de gramática geral aplicada à língua portuguesa pela análise dos clássicos (1862)
- Gramática portuguesa  (1866)
- Commentarios de Caio Julio Cesar, San Luiz,1863. A primeira tradução para o português do De Bello Gallico de Caius Julius Caesar, estampando ao lado da tradução portuguesa o texto latino, editado por Franz Oeler de Leipzig em 1853.
- Curso de literatura portuguesa e brasileira (1866-1873)